# Mosaico de caballos de Cartago
El mosaico de los caballos es un mosaico de época romana de unos doce metros de longitud por nueve metros de anchura, hallado en 1960 en el sitio arqueológico de Cartago, cerca del edificio edificio con columnas. Posteriormente fue trasladado a la colina del Odeón, muy cerca de la vivienda romana llamada villa de la Pajarera.
El mosaico es un damero donde se alternan pequeños cuadros que representan principalmente figuras de caballos y composiciones geométricas. El arqueólogo especialista Azedine Beschaouch considera que se trata de un «rico catálogo iconográfico sin igual».
La composición, realizada en mosaico y opus sectile, así como su original temática, hacen de esta obra una de las más interesantes descubiertas en el yacimiento durante el siglo XX. Sin embargo, los expertos aún no han resuelto algunas cuestiones como su datación precisa, su inspiración y su influencia fuera de África, en particular las relativas a algunos detalles que se repiten en los mosaicos de la villa romana del Casale en Sicilia.

## Historia del descubrimiento
El mosaico fue descubierto durante las obras realizadas en el viario a finales de noviembre de 1960, cuando los operarios encargados de ampliar la carretera que unía La Malga con el palacio presidencial de Cartago sacaron a la luz, a los pies de la colina de Junon, una vasta construcción denominada «palacio» por el historiador Gilbert Charles-Picard, con una gran profusión de magníficos mosaicos. El edificio, situado a solo unos metros por debajo del edificio de columnas, se hallaba en ese momento en un estado de conservación deficiente.
El lugar del hallazgo no pudo ser excavado de forma satisfactoria, lo cual ocasionó una cierta falta de conocimiento. Gracias a los trabajos de Charles Saumagne, quien esbozó una parcelación teórica restituible del Cartago romano, se conoce en cierta medida la topografía de la ciudad, aunque de manera insuficiente. Se sabe que estaba dividida en manzanas urbanas de 142 metros por 35,50 metros, cuya retícula general ha sido reintegrada.
| |
| Plano general de la Cartago romana, con el lugar del descubrimiento próximo al edificio situado al este del foro. |

|                                                                                                   |
| Mapa de los restos arqueológicos de Cartago, con el lugar del descubrimiento cerca del número 16. |

| |
| Vista aérea del lugar del descubrimiento del mosaico comparado con la colina de Birsa y el Edificio con columnas de Cartago. |

| |
| Localización del lugar del descubrimiento del mosaico comparado con el instituto de las Misioneras de Nuestra Señora de África. |

## Dificultades de datación

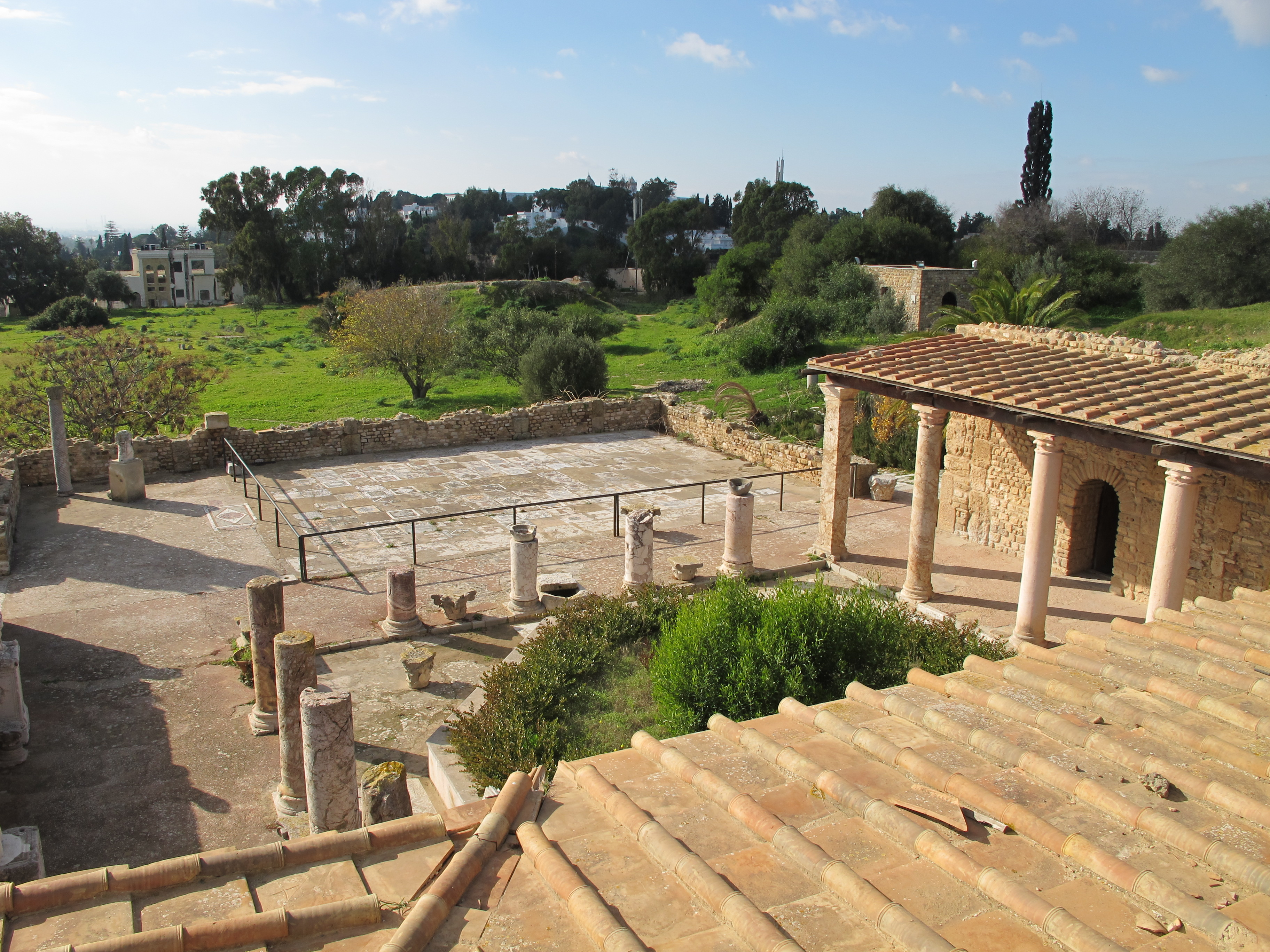
Vista del mosaico en su entorno actual.

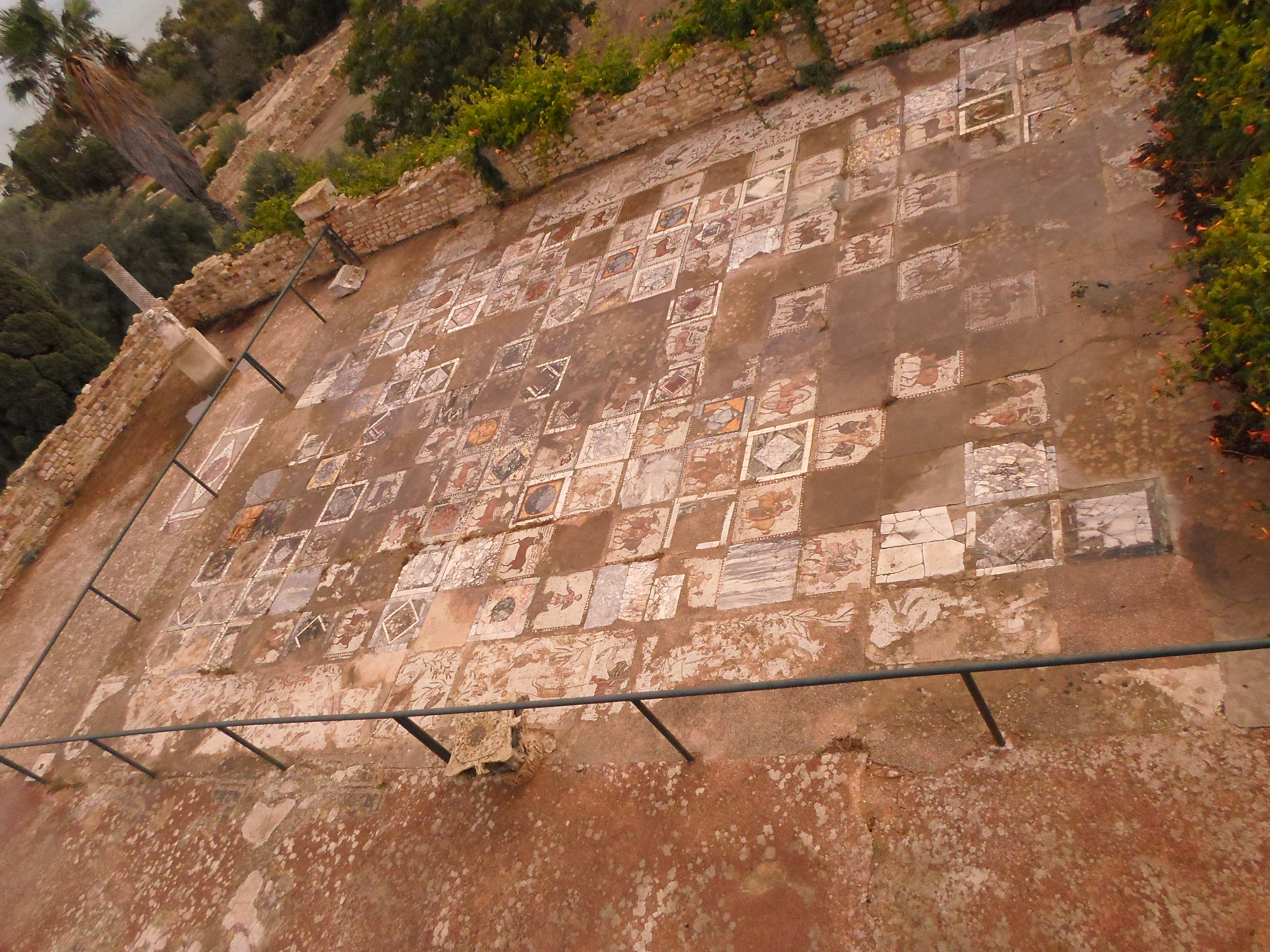
Vista general del mosaico restituido en el Parque de las villas romanas.

Los arqueólogos no pudieron estudiar correctamente las ruinas debido a la urgencia de los trabajos en el viario. El servicio del patrimonio instó inmediatamente a depositar los mosaicos en el Antiquarium situado en el Parque de las villas romanas. La construcción, datada del siglo IV según Charles-Picard y aproximadamente del año 300 según Ennaïfer, fue estudiada por los expertos Alexandre Lézine y Louis Foucher. Por su parte, el arqueólogo especialista en Cartago Abdelmajid Ennabli fechó la obra en el siglo V.
A partir de 1965, el mosaico de los caballos fue el tema principal de una amplia monografía realizada por el erudito neerlandés Jan Willem Salomonson, cuyo trabajo sacó a la luz el significado del pavimento. El descubrimiento tuvo problemas para ser contextualizado, debido a las dificultades de interpretación del edificio de columnas, a pesar de que Salomonson señalase las construcciones ubicadas entre el edificio y la casa donde se halló la obra.
Durante la excavación se encontraron simultáneamente diversos mosaicos. Uno de ellos, el llamado mosaico de la fuente, representa en un semicírculo a dos cupidos pescadores llamados Navigius y Naccara. Están en el interior de dos barcos y se disponen a recoger una red. Navigius tiene un tatuaje en medio de la frente, que según Salomonson pertenecería a un periodo que comprende desde finales del siglo III hasta mediados del siglo IV. En segundo plano aparece un paisaje formado por olas representadas en zigzag, pescados y un pato. La obra, que presenta similitudes con un mosaico de Hadrumetum conservado en el museo del Louvre, fue fechada por Salomonson en 300.
En el peristilo se descubrieron varios pavimentos con escenas de espectáculos en el anfiteatro, enmarcadas con guirnaldas y entrecruzadas con paneles hexagonales. Las imágenes están dispuestas en el interior de unos medallones y representan a personajes y animales incluidos en la temática de los juegos. En el mismo lugar se encontraron fragmentos de un destacable mosaico con motivos de caza de fieras en un paisaje arbolado y montañoso, enmarcado por un ramaje de acanto y aves. Esta obra se considera como «de gran importancia dentro de la serie [...] de los mosaicos de caza de proveniencia africana» según Salomonson.
La situación respectiva de los mosaicos fue estudiada por Salomonson. La vivienda, que fue denominada «casa de los caballos» debido a su temática principal, tenía un peristilo con fuente y una gran sala de celebraciones considerada como el triclinium principal de la residencia. Un segundo triclinium estaba ornamentado con un mosaico de las estaciones, una Venus en el baño, un Genio, un Pan, un Cupido y varios sirvientes. Inicialmente se consideró que esta estancia podría estar relacionada con la casa, a pesar de las serias dudas manifestadas por Salomonson. Esta hipótesis fue definitivamente descartada por el historiador René Rebuffat.

## Descripción

### Descripción general y materiales
El mosaico mide 12,12 metros de longitud por 9,08 metros de anchura. Una banda de 90 centímetros, decorada con niños cazadores, rodea el mosaico en forma de tablero de ajedrez formado por 198 casillas dispuestas en 18 filas de 11 compartimentos. Estas casillas, de 60 centímetros de lado, alternan cuadros de teselas o de opus musivum y paneles de opus sectile. Estas dos técnicas están reunidas excepcionalmente en la misma obra, aunque según Salomonson en una época tardía de su creación. Los paneles de mosaico, formados por 12 a 18 teselas por decímetro lineal, están realizados con mármol, caliza y pasta de vidrio de diversos colores. Entre los mármoles utilizados, únicamente se han identificado el mármol amarillo antiguo de Chemtou y el mármol blanco-rosado veteado, proveniente quizás de Thuburbo Maius según Lézine.

### Banda exterior perimetral

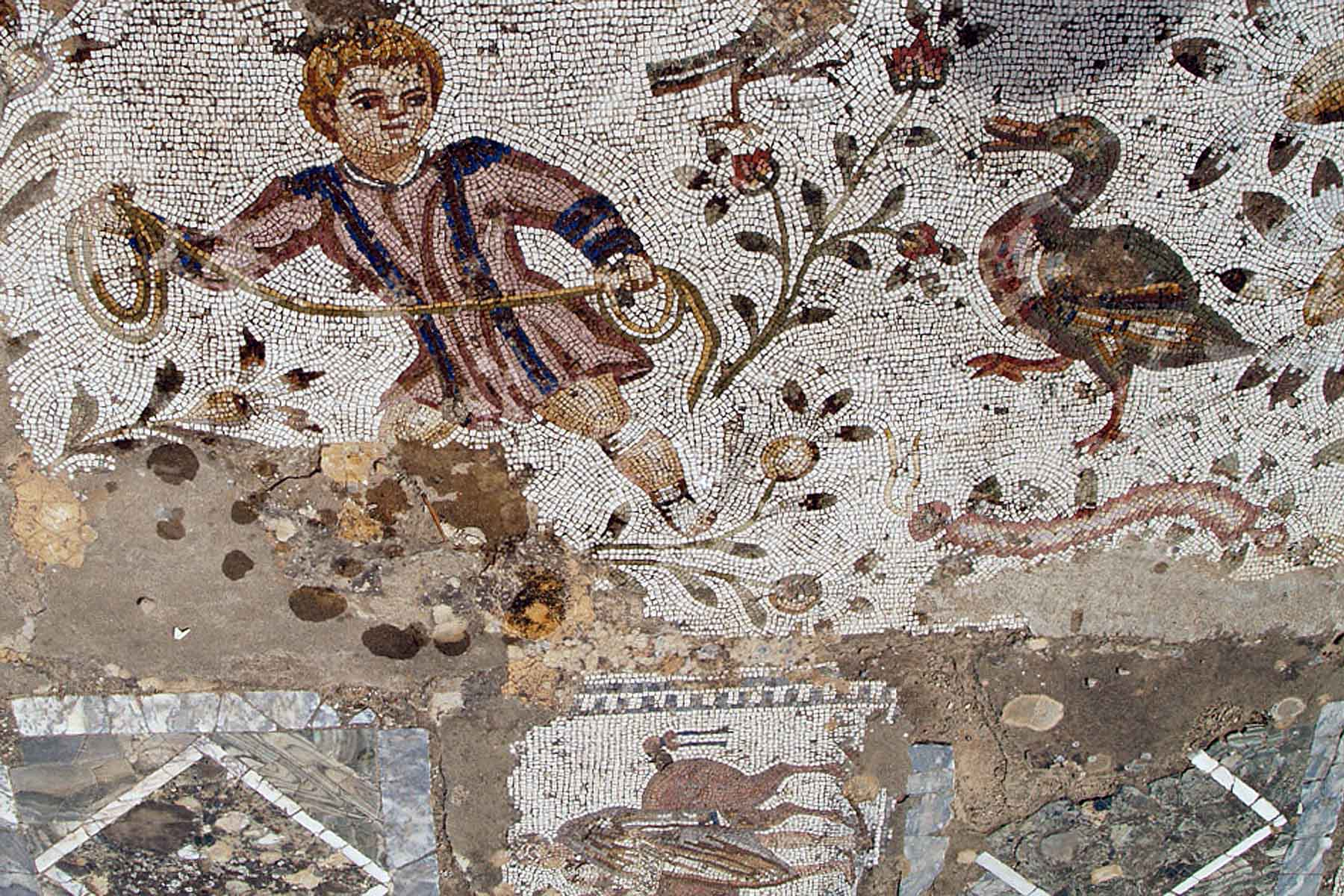
Niño venator cazador con lazo y pato.

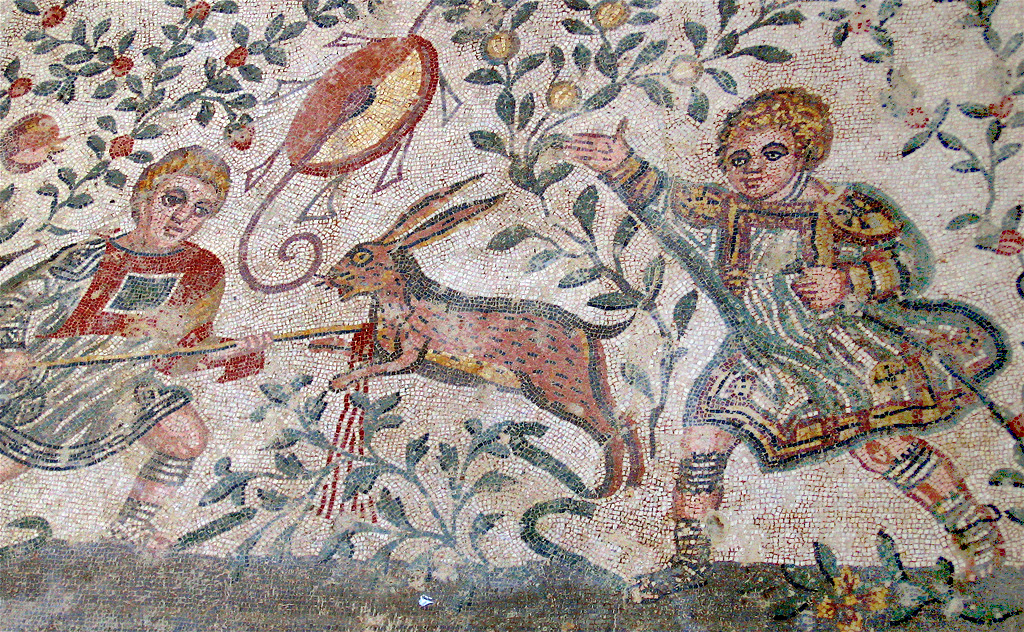
Niños del tipo venator en un mosaico de la villa romana del Casale, en Sicilia.

La banda exterior está compuesta por tres franjas con motivos variados relacionados con la temática de las venatio del anfiteatro, aunque tratada de forma no realista. Los niños representan los bestiarios y los animales inofensivos simbolizan el papel de las fieras. El artista muestra «un cierto sentido del humor y de la fantasía». Los jóvenes, equipados con vendajes de protección en las rodillas y tobillos, cazan pequeños animales: patos, ocas, panteras pequeñas, jerbos y gatos. Algunos intentan capturar aves con un lazo. Otros llevan una jabalina corta de caza. Cinco imágenes de niños se conservan por completo y otras cuatro parcialmente.
Sus rostros redondeados son bastante similares y corresponden a un «tipo de fisonomía infantil ampliamente difundida en el arte romano del último cuarto del siglo III d. C. y el inicio del siglo IV d. C.» Esta forma de representación está presente igualmente en los mosaicos de la villa del Casale. El paisaje está formado por espigas, flores y frutos, cestas, pájaros y liebres. Se conserva parcialmente una escena que muestra unos putti alados mirando frente a frente a un antílope.

### Paneles geométricos
Los paneles de opus sectile están constituidos por placas finas de mármol de colores y formas variados. El opus sectile fue muy utilizado durante el Bajo Imperio romano, tanto en África como en otras regiones del Imperio romano.
Según Salomonson, existen tres motivos geométricos presentes en los paneles de opus sectile: los «cuadrados inscritos cuyos lados son paralelos a los del cuadro», los «cuadrados girados con lados dispuestos paralelamente a las diagonales» y los «círculos inscritos». Estos paneles fueron restaurados durante la Edad Antigua, lo cual cambió radicalmente su aspecto inicial.
|                                                                                           |
| Uno de los tipos de panel de opus sectile formado por un círculo inscrito en un cuadrado. |

|                                                                                               |
| Otro de los tipos de panel de opus sectile formado por un cuadrado inscrito en otro cuadrado. |

|                                                                                |
| Sección de pavimento donde se aprecian distintos tipos de paneles geométricos. |

### Paneles con figuras

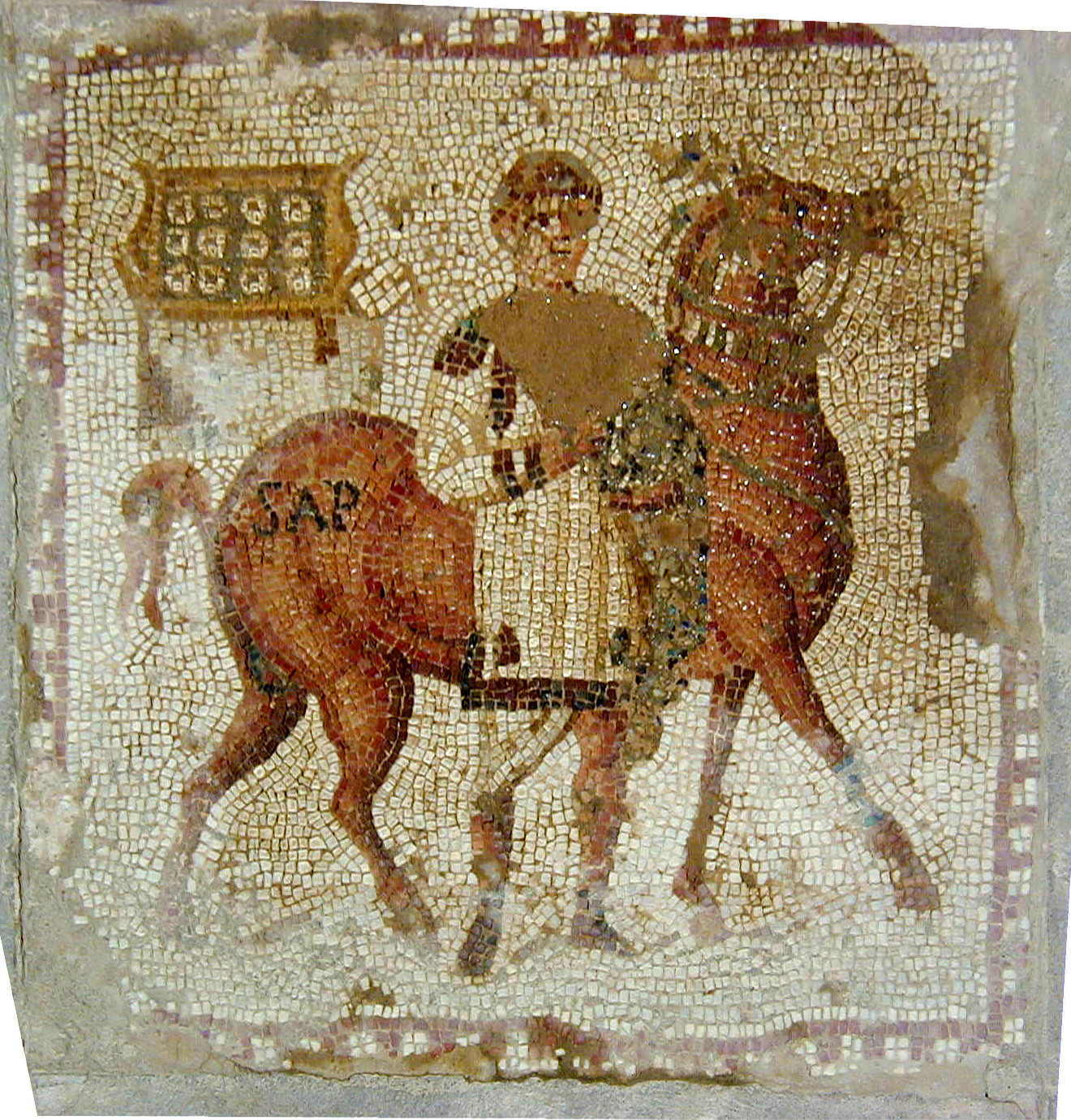
Panel con el caballo Polystephanus, un personaje en primer plano y un curioso mueble en segundo plano.

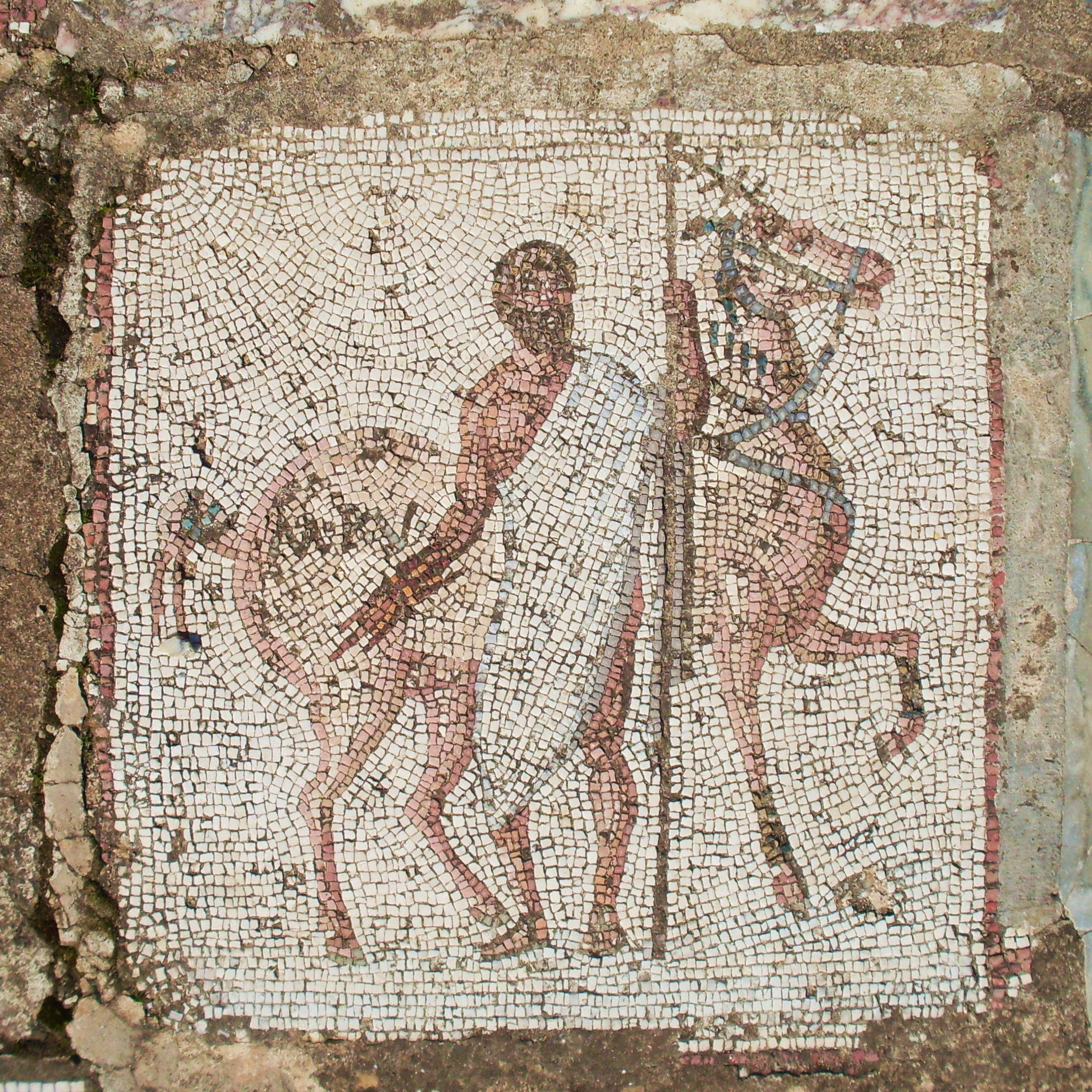
Panel con la representación de un caballo y un primer plano de Júpiter con una toga

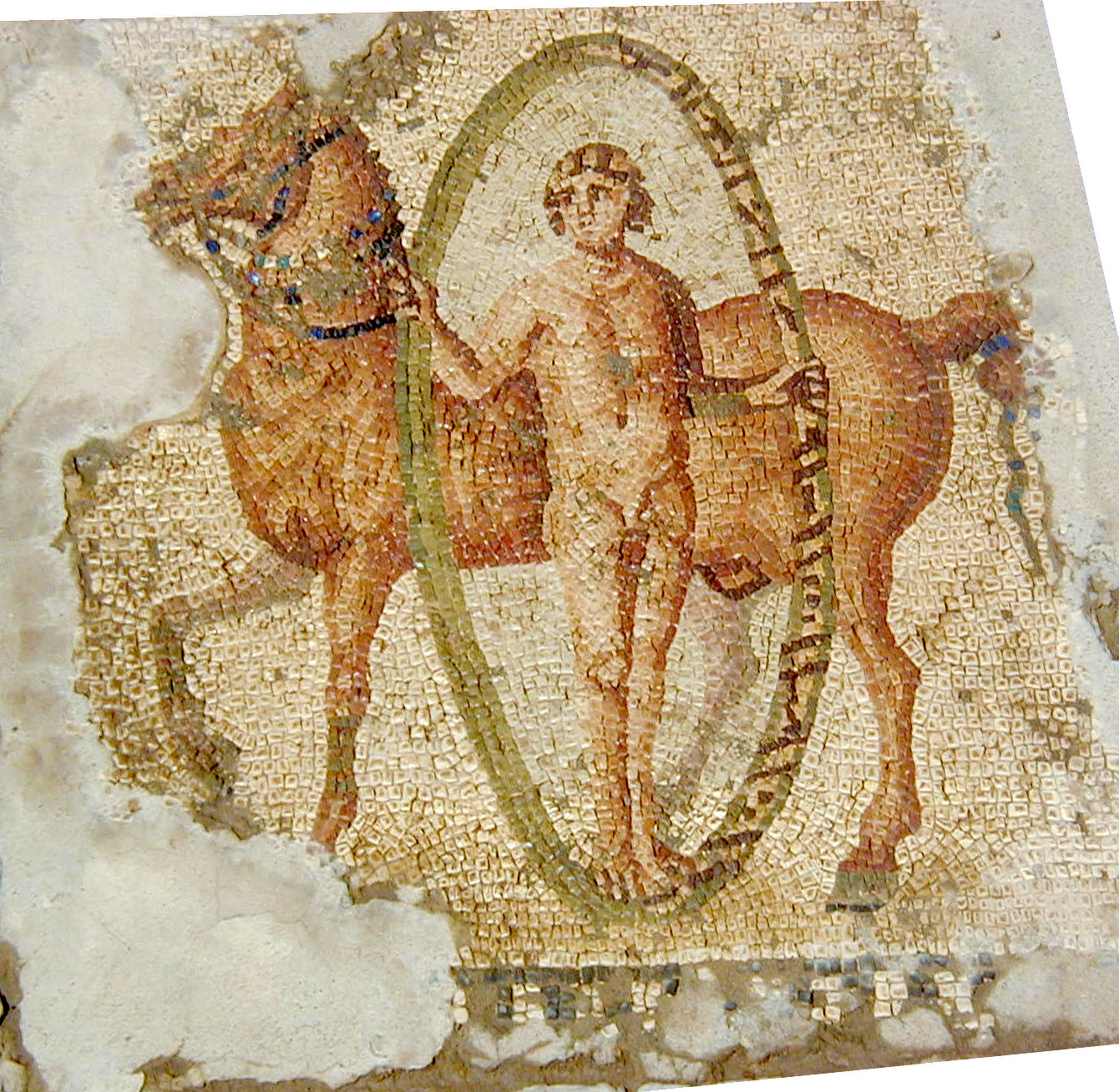
Panel de un caballo con la representación en primer plano de la personificación del tiempo infinito dentro de un gran aro.

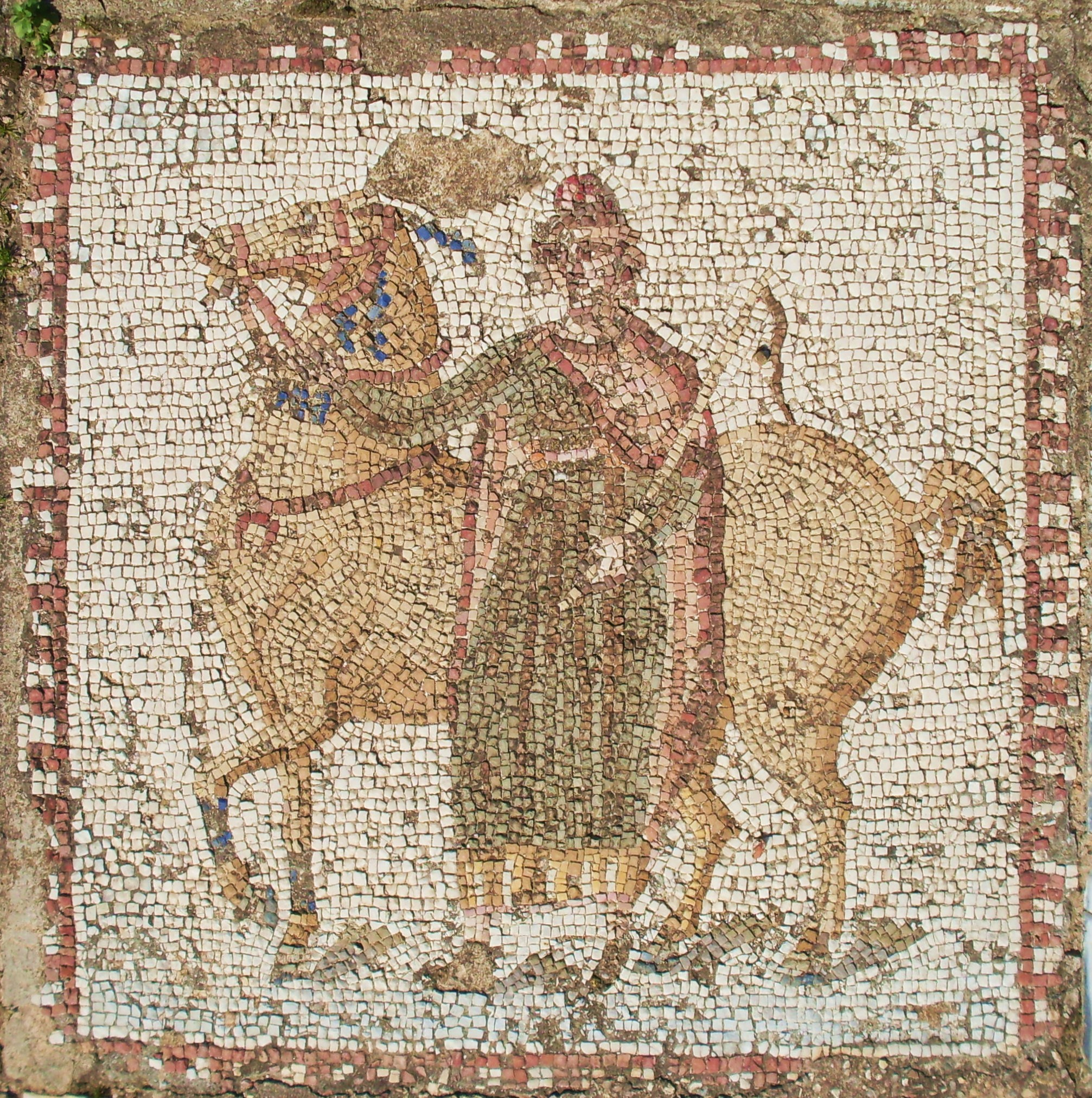
Panel con caballo, delante del cual se representa a Pélope

El número de paneles de mosaico era inicialmente de noventa, de los cuales sesenta y dos se han conservado parcial o totalmente. Ennaïfer y Beschaouch mencionan que habrían perdurado sesenta y un paneles con figuras, en parte o en su totalidad. Beschaouch y Salomonson piensan que el número de cuadros de mosaico era de noventa y ocho, de las cien placas de mármol de opus sectile.
Los paneles de mosaico son muy delicados y de gran calidad. Algunos de ellos son «verdaderas obras de arte» según el historiador Mohamed Yacoub. Darmon considera que algunos artistas habrían realizado los caballos vencedores y otros las escenas mitológicas. Estas últimas se elaboraron con teselas de tamaño muy pequeño. El mosaico conserva huellas de reparaciones antiguas del opus sectile o de mármol no decorado.
La temática de los juegos circenses es la principal entre los paneles realizados con opus musivum. Este tema era muy común en África, tanto en espacios públicos como en los privados. La mayoría reproducen escenas de caballos de carreras y algunos muestran a personajes relacionados con el circo. Cada placa está enmarcada por un cuadro con dentellones.
Todas las representaciones secundarias de los paneles tienen como objetivo dar a conocer al lector el nombre del caballo representado de forma simultánea mediante un jeroglífico, aunque según Darmon «la lectura nunca es unívoca».

#### Representaciones equinas
La mayoría de los paneles representan, en cinco columnas, escenas de caballos de carreras preparados para una competición en el circo. Los animales llevan un collar con el nombre completo o abreviado del propietario. Cincuenta y seis cuadros muestran imágenes de caballos de raza bereber, y cinco de sparsores o aurigas. Están dispuestos mirando hacia la izquierda o hacia la derecha y casi todos tienen un gesto similar (la cabeza hacia atrás y la pata derecha delantera levantada). Los mosaicos muestran a los caballos siendo enjaezados, empenachados, encintados y equipados con collares de phalerae.
En ocasiones llevan el nombre del propietario en la grupa o la espalda, cuya abreviatura recuerda a la epigrafía latina. El nombre de los caballos queda sugerido por el conjunto de la escena en una especie de acertijo, según los trabajos de Salomonson. Sin embargo, el estudio de los paneles no ha permitido nombrar a todos los animales. Otros cuadros son motivo de controversia, como en particular una imagen en la cual aparece una tabla con doce círculos y que ha dado lugar a análisis diversos. El costado del caballo lleva la inscripción «SAP», y en la escena también aparece un joven que se sitúa delante del corcel.
Salomonson renunció a interpretar el panel. La teoría que parece prevalecer es la del historiador Claude Nicolet, quien considera que los doce círculos simbolizarían un número de victorias. Beschaouch apoya esta interpretación como la única satisfactoria, ya que permite denominar al caballo como Polystefanus (literalmente en griego «varias veces coronado»). Los cuadros que representan a los caballos tienen además uno o dos personajes, formando en ocasiones una escena completa que acompaña al animal.
Los paisajes que acompañan a los caballos se agrupan en seis categorías según Charles-Picard: divinidades, personalizaciones, escenas mitológicas, vida cotidiana, juegos y otros personajes no relacionados con los caballos. Salomonson los reúne en cuatro grupos: el mundo divino, los mitos, los oficios y un último grupo formado por los elementos no recogidos en los tres primeros. Las escenas complementarias constituyen, según Ennaïfer «la gran originalidad de este documento».
Entre los paneles inclasificables, uno de ellos representa una escena de despedida: un joven que lleva un equipaje deja a un hombre con barba en un peñasco. La temática es difícil de interpretar, según indica el autor de la primera monografía sobre el tema.

#### Representaciones de personajes

##### Representaciones divinas y personificaciones
Entre las representaciones de divinidades relativamente bien conservadas se encuentra un panel que muestra a Júpiter con sus atributos, el cetro y el rayo, con un caballo en segundo plano llamado «M.P.V.». Otro presenta a Neptuno con un tridente, delante de un corcel que pertenece a alguien llamado «Simpli». En otra escena aparece una figura que probablemente sea el dios Marte.
Otros paneles incluyen imágenes de una Victoria, un Genio, Pan y Atis. Además se representa la personificación de la ciudad de Cartago, así como la simbolización del tiempo absoluto «sin principio ni fin, teniendo lugar eternamente los movimientos de los cuerpos celestes», que aparece encarnado en la forma de un joven que sujeta un aro con los signos del zodíaco.

##### Mitos y leyendas

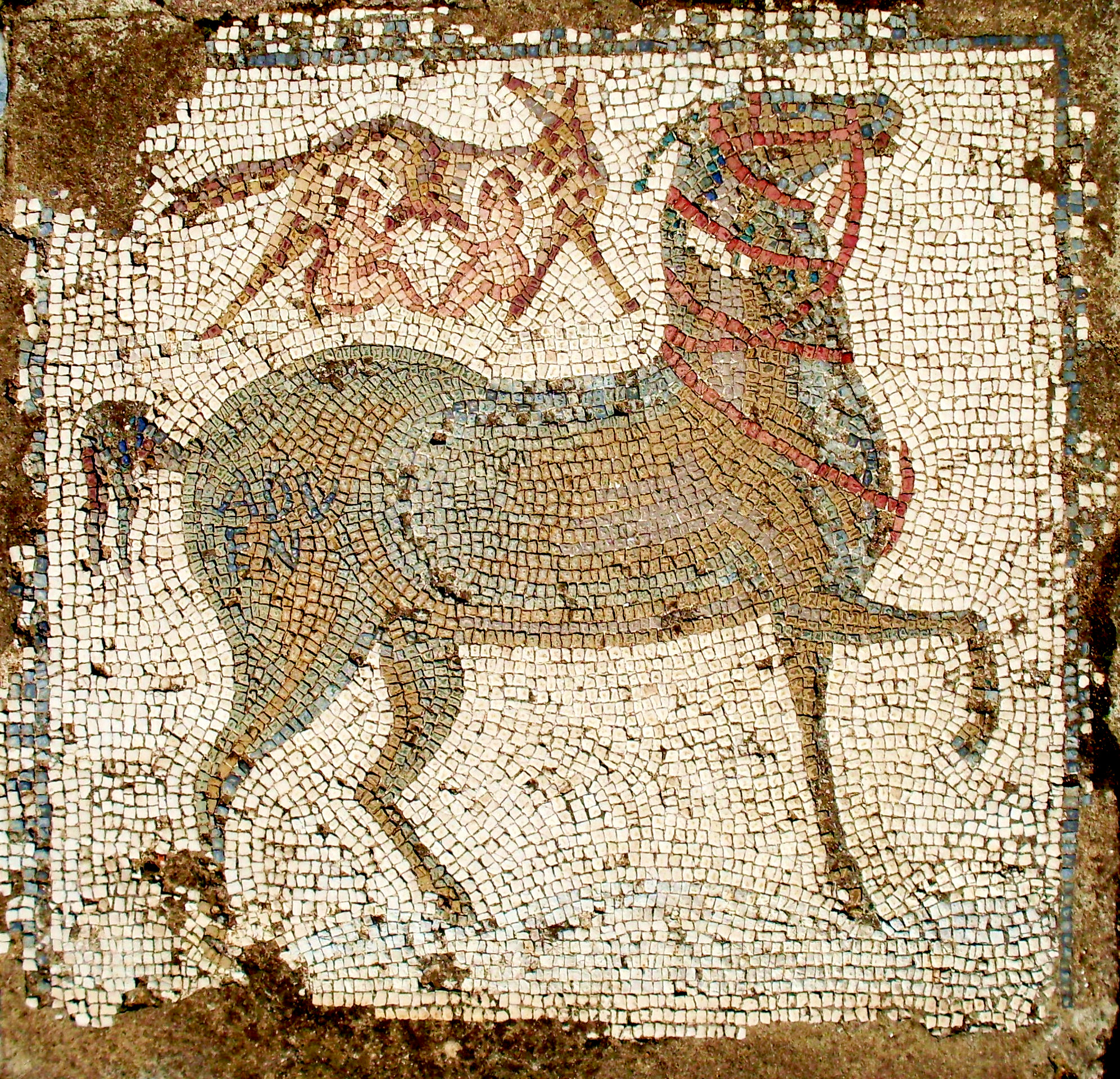
Panel de mosaico con un caballo y en segundo plano una loba amamantando a dos niños, quizás los gemelos Rómulo y Remo

Uno de los paneles representa probablemente la leyenda de los gemelos Rómulo y Remo acompañados por la loba romana. En primer plano aparece un caballo gris con la inscripción «ADVEN». También muestra una imagen de Eneas con su padre Anquises huyendo de Troya, y un caballo al fondo con el nombre de «ALAFI».
El mito de Dédalo e Ícaro se representa igualmente en dos paneles. En uno de ellos se puede ver a Ícaro levantar el vuelo que le conducirá a su caída; en el otro se identifica a Dédalo en su taller, con la maqueta de una vaca destinada a Pasífae.
Salomonson identificó cuatro paneles en relación con el mito de Hércules. En uno lucha contra Gerión, y en otro contra la cierva de Diana. Otra escena representa a Hércules sobre un peñasco con una copa y una maza en las manos. El último panel se conserva parcialmente y muestra al héroe ebrio con un sátiro. Según Darmon, la escena llamada Hércules sobre un peñasco debe considerarse como una representación del cíclope Polifemo, pues el personaje tiene un tercer ojo en medio de la frente. La ausencia de Ulises no impide esta identificación, puesto que era común la reproducción de la imagen del cíclope en solitario.
En el mosaico también se presenta a Dánae recibiendo la lluvia de oro de Júpiter. Otra escena muestra a Licurgo cortando una viña, y a Baco que ha transformado a la ménade Ambrosía. Un panel incompleto representa el baño de Aquiles en el río Estigia.
Los paneles más deteriorados pudieron reconocerse a través de los detalles. Así, Orfeo se identificó por un gorro frigio y una lira. El mito del secuestro del argonauta Hilas pertenece a esta categoría de imágenes dañadas, así como un panel que representa a Narciso y su reflejo. Otro mosaico muestra a una amazona con casco y arma.
Otros cuadros son difíciles de identificar a pesar de estar en un estado de conservación satisfactorio. Así, Salomonson tiene dudas en uno de ellos que representa un combate entre Eteocles y Polinices, y los Dioscuros. Otro panel muestra a un personaje con un gorro frigio y un látigo, que muy probablemente se trata de Pélope. La otra figura podría ser Ulises, aunque la identificación es dudosa por la ausencia de elementos específicos.
Una de las representaciones más bellas es una en la que aparecen en segundo plano, como personajes secundarios, una mujer en una roca y dos tritones con los brazos levantados. La imagen sería según Salomonson una ilustración inusual del relato del salto de Léucade de Safo de Mitilene, deseosa de olvidar su amor por Faón. Por su parte, Darmon opta por Ino, pues el personaje femenino sostiene un recién nacido en sus brazos, Melicertes. La escena representaría por lo tanto el salto de Ino en el oleaje para huir de la cólera de Hera.
Un panel presenta una imagen insólita del mito de Nino, quien languidece en su lecho de amor por Semíramis. El mismo tema aparece en un mosaico del sitio de Antioquía.

##### Representación de escenas de la vida cotidiana

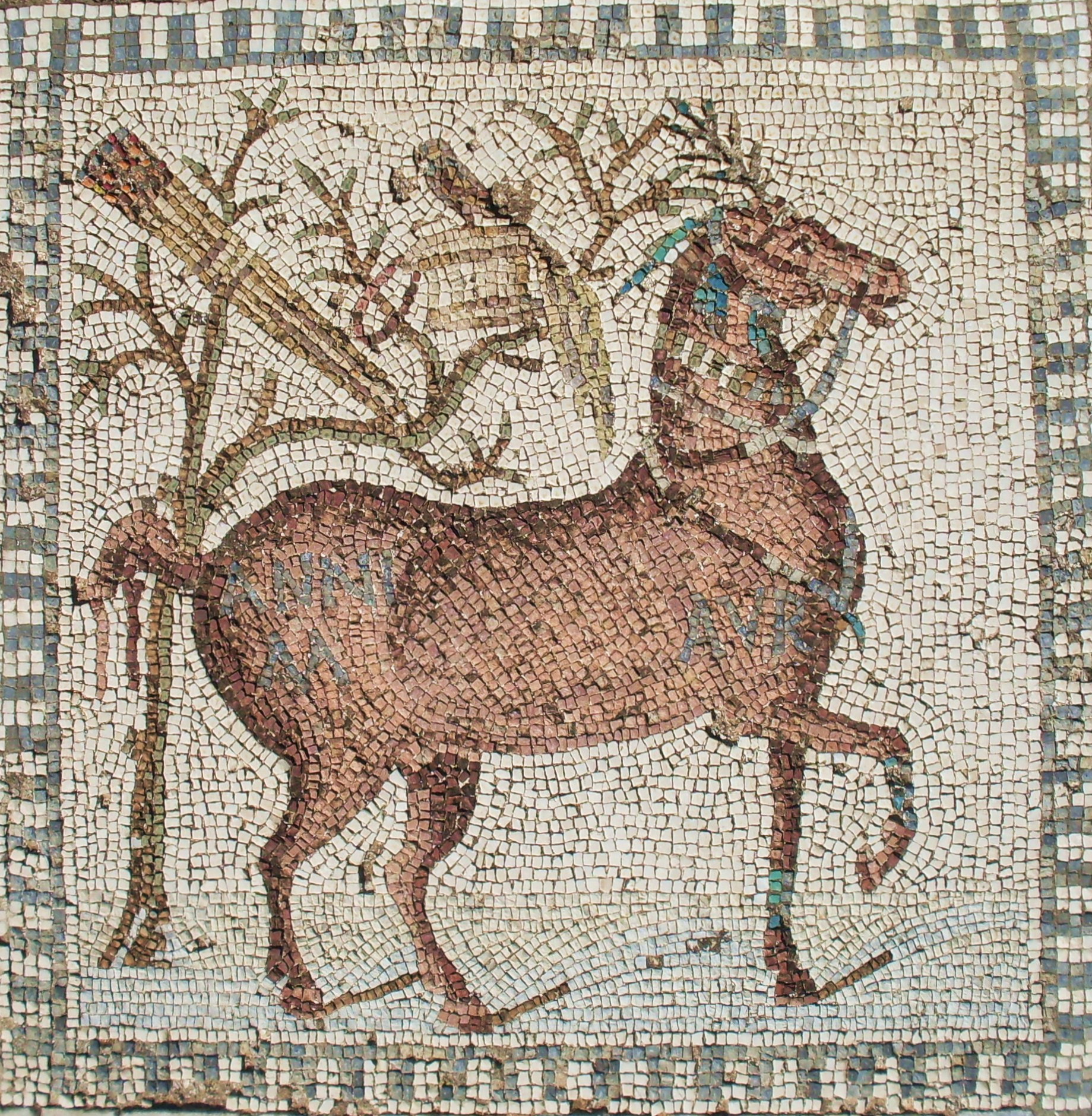
Panel de caballo con el equipamiento de un cazador de pájaros: varas, jaula y halcón, en segundo plano. El nombre del caballo era Auceps (pajarero) o Venator (cazador)

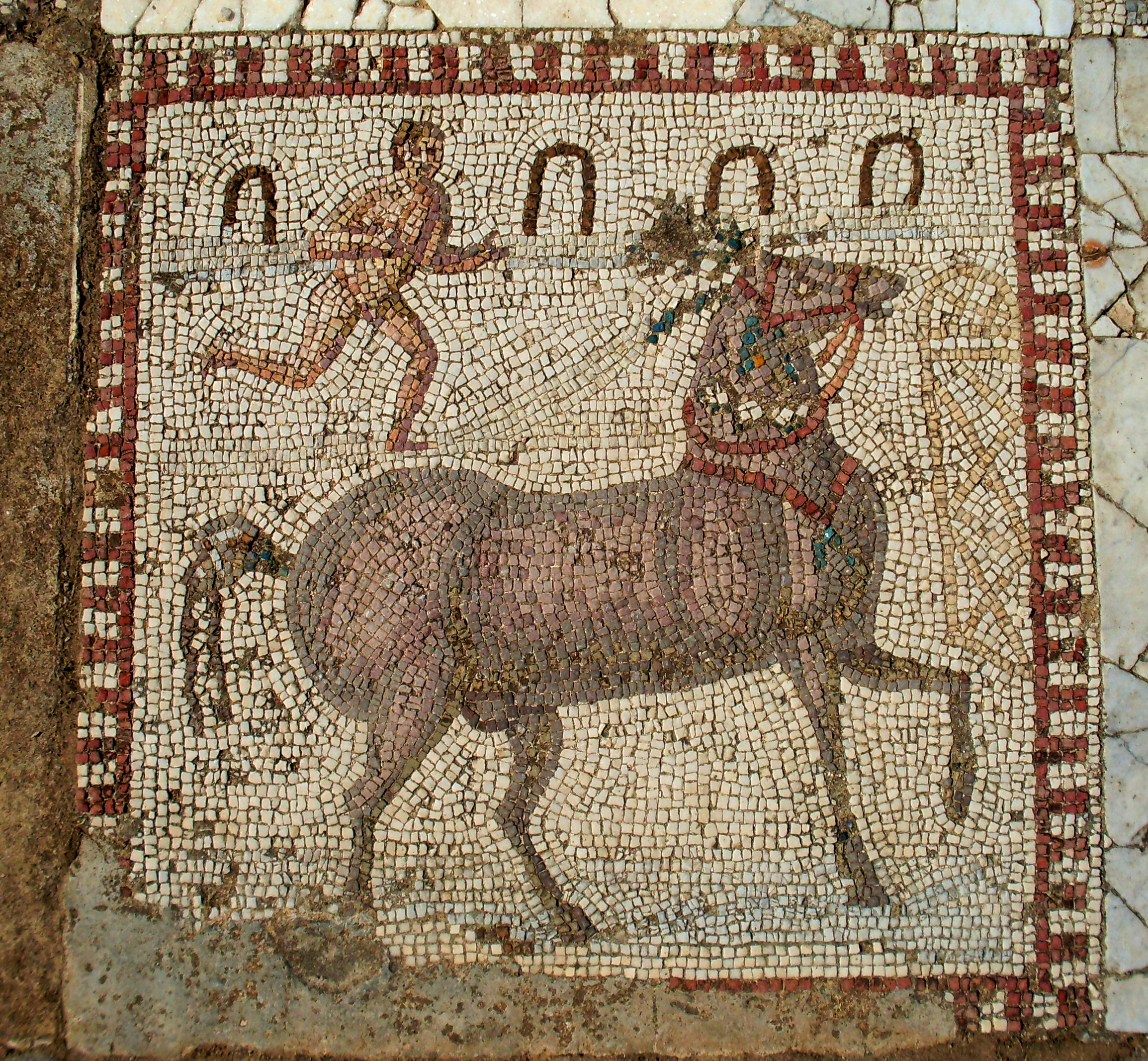
Mosaico con caballo y corredor a pie en un circo esquematizado, formado por los arcos de una empalizada.

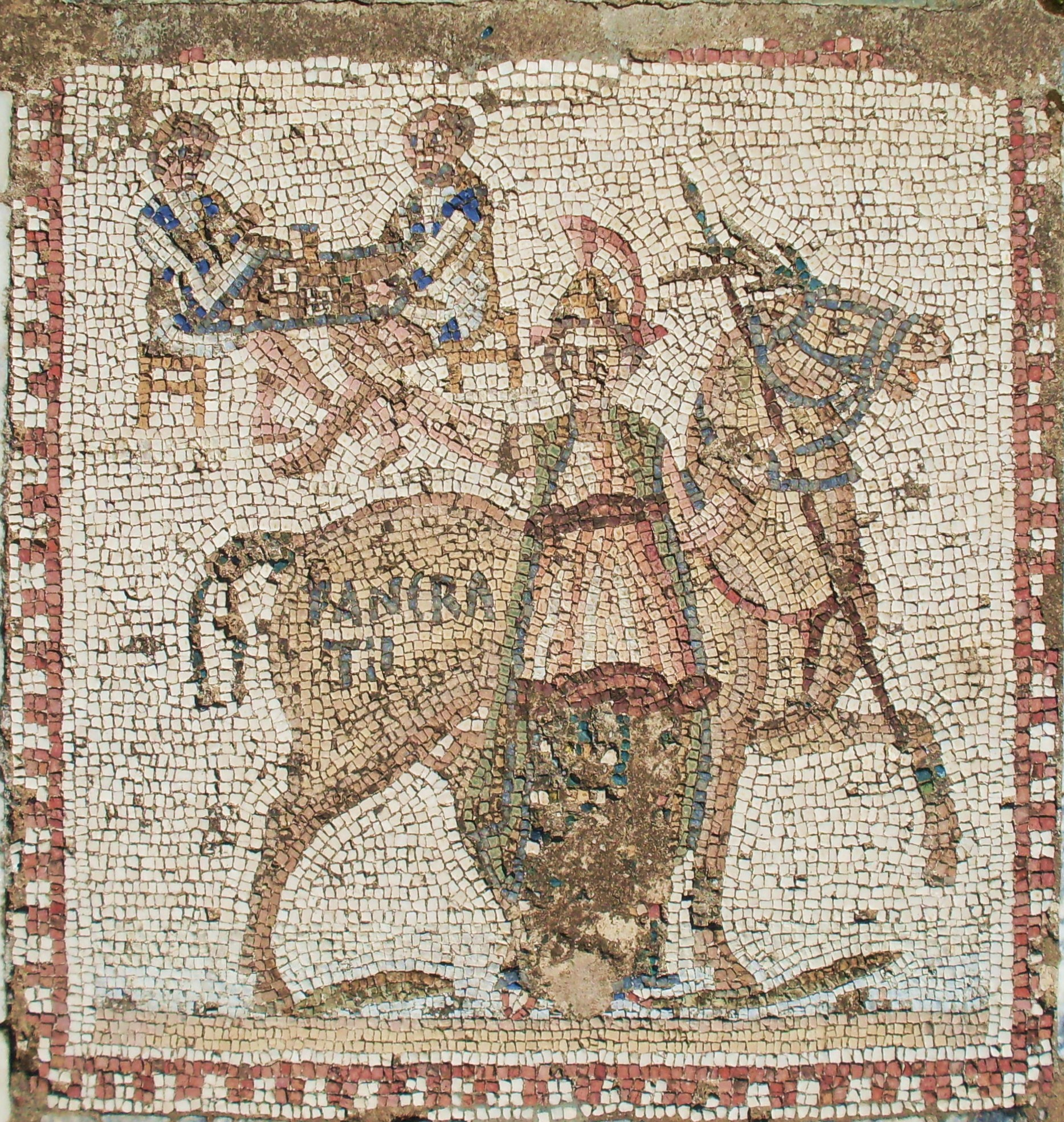
Caballo con una divinidad, con toda probabilidad Minerva, y dos jugadores en segundo plano. Se distingue el nombre inscrito en la grupa del animal.

Varios paneles representan escenas de caza. En uno de ellos se muestra un perro y un cazador sujetando un bastón y llevando una red en el hombro izquierdo. En otro, un hombre persigue a una liebre con ayuda de un lebrel. El caballo de este mosaico se llama SILVI. En dos cuadros se muestra la caza de aves: uno representa al cazador con su vara apuntando hacia un árbol, en cuyas ramas se posaba con toda probabilidad un pájaro, actualmente desaparecido. En la segunda escena se representan los útiles del pajarero, unas varillas y una jaula, apoyados sobre un árbol. En otra, un halcón está atado a la jaula.
Un panel que se encuentra parcialmente dañado muestra a un pastor con un cordero a hombros.
Algunos cuadros también reproducen actividades deportivas, como una bella representación en segundo plano de un corredor en una pista con motivos de arcos. La escena se desarrolla en un circo, pues delante del caballo se sitúa uno de los carceres destinados a dar la salida de la carrera. Otros paneles están muy deteriorados, como uno donde aparecen un púgil y un atleta, ambos con corona. Otro mosaico representa a un joven vestido únicamente con el calzón habitual en la práctica deportiva. Sobre el hombro lleva una vara, de cuyos extremos cuelgan dos sacos o cestas llenos de rosas. Esta imagen sería un motivo alejandrino según Salomonson, para quien la representación podría tener una finalidad religiosa, que estaría relacionada con una fiesta de las rosas descrita por Filóstrato de Atenas. Esta celebración se vincularía al culto a los muertos, aunque con ceremonias populares, entre las que se encontraría una carrera llamada de los portadores de rosas.
Las actividades artísticas también están representadas en algunos paneles degradados. Un hombre con un palio aparece leyendo un manuscrito. Según Salomonson este personaje sería un orador o un poeta. El experto tiene dudas sobre otra figura protagonista de otro panel, quien podría ser un poeta cómico o un actor, ya que en segundo plano aparecen dos máscaras de teatro.
Otros paneles presentan problemas, como el llamado de Polystephanus. Un joven con túnica lleva un manto sobre el brazo y un objeto imposible de identificar en las manos, pues el mosaico está incompleto en esta zona. Salomonson considera, por el delantal que cubre la rodilla del personaje, que se trataría de la representación de un oficio en particular. Otro mosaico muestra a dos bailarines con ropajes frigios: pantalón, gorro frigio y túnica. Uno de ellos sujeta una antorcha. En este panel, Salomonson apunta con cautela una posible relación con una fiesta religiosa ligada al culto de Atis.
Un panel incompleto muestra tal vez una escena de un augur, puesto que aparece una jaula con una gallina y un báculo que podría ser un bastón augural. Otra imagen representa el camino de arrastre de un barco en un río.
Un mosaico presenta en segundo plano a un personaje tumbado sobre un lecho, cuyo caballo porta la inscripción ANNI-MA. Otro muestra a dos jugadores de dados con un tablero de juego sobre sus rodillas. En el tablero se observan los dos dados, unos discos y un cubilete para lanzarlos. En primer plano aparece la diosa Minerva y un caballo detrás que lleva el nombre de PANCRATII. El culto a Minerva era importante en Esciros, donde se practicaban los juegos de azar. Según Darmon, la representación de jugadores no es una mera escena cotidiana sino que posee un sentido simbólico. Un mosaico de El Djem, conservado en el Museo Nacional del Bardo, también muestra a unos jugadores de dados. Pertenece a una obra llamada ξενία (xénia, hospitalidad) y en él se representan, además de unas naturalezas muertas, las cuatro estaciones del año. Según el mismo autor, la imagen de los jugadores permite representar a Eón, la personificación de la eternidad referida a un texto de Heráclito conocido únicamente por fragmentos.
Únicamente ocho o nueve paneles representan a personajes, en particular a aurigas vencedores (cuatro figuras según Jean-Paul Thuillier) en una pequeña esquina en la base del mosaico, de los cuales solo uno se conserva en buenas condiciones. En los lados mayores del mosaico se muestran cuatro sparsores vestidos con colores distintos, que representan los diversos equipos (factiones) del circo. El hecho de que aparezcan como tema principal de diversos cuadros y a los lados de los aurigas induce a considerar su función como algo más que la de subalterno, y que sería similar la de un director de carreras según Charles-Picard. De acuerdo con este mismo autor, el utensilio que el sparsor sostiene en su mano sería un altavoz, aunque Salomonson piensa que sería un recipiente, y considera el hecho de llevar pequeñas ánforas o jarras como «el signo distintivo de su función particular». Los sparsores gozaban de una imagen positiva debido a los riesgos a los que se exponían en los juegos de circo, ya que habitualmente se situaban en los lugares peligrosos de la pista para humedecer las fosas nasales de los caballos.
|                 |
| Escena de caza. |

|                              |
| Escena de arrastre de navío. |

|                                   |
| Sparsor con una jarra en la mano. |

|                                                       |
| Panel con dos bailarines vestidos a la manera frigia. |

## Interpretación

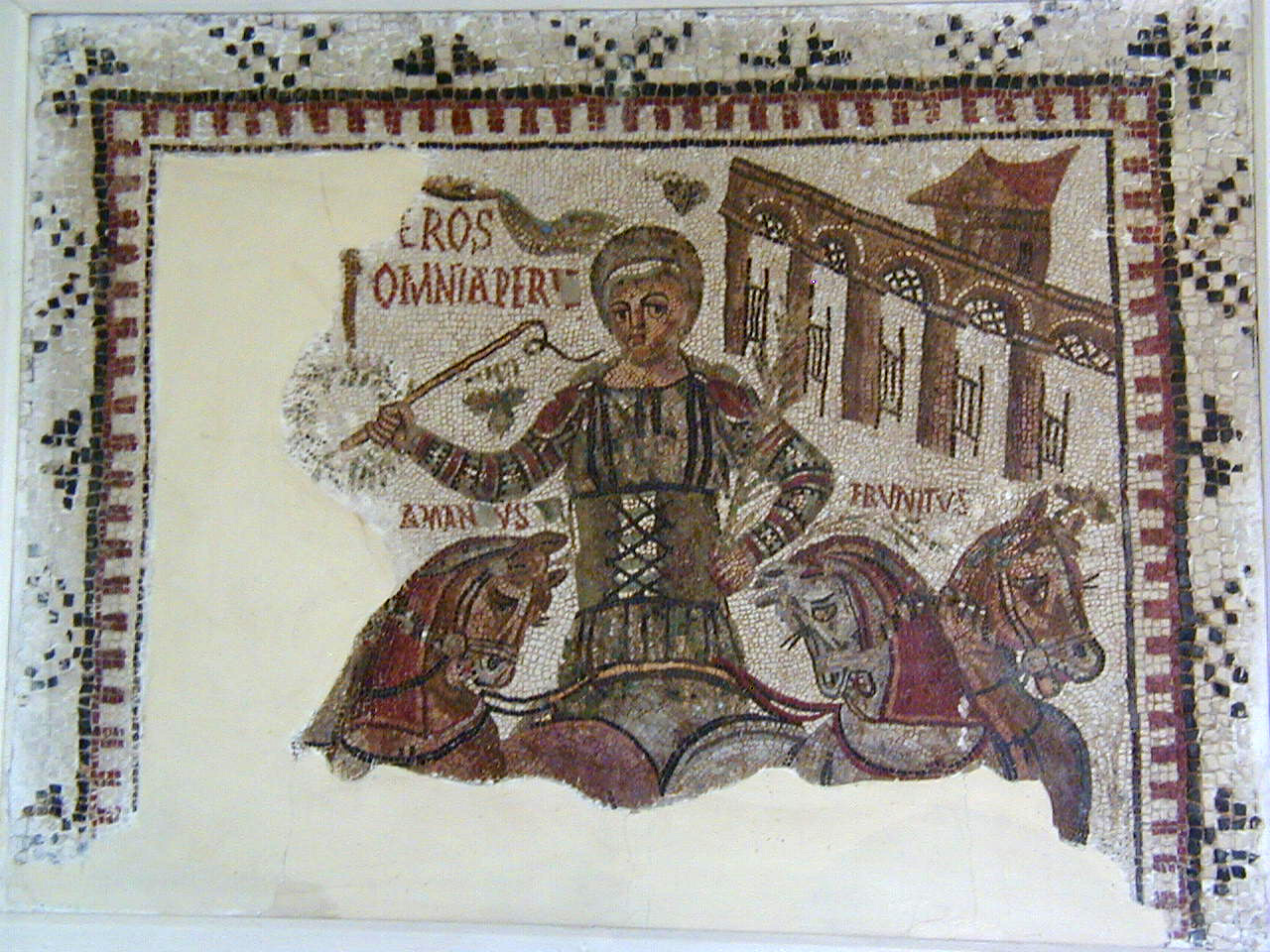
Mosaico llamado del Auriga vencedor, que representa un auriga de frente con su carro. Dos de los tres caballos de la escena tienen su nombre indicado con un rótulo. En la parte superior derecha se distinguen las puertas de entrada de la pista. Dougga,, Museo Nacional del Bardo.

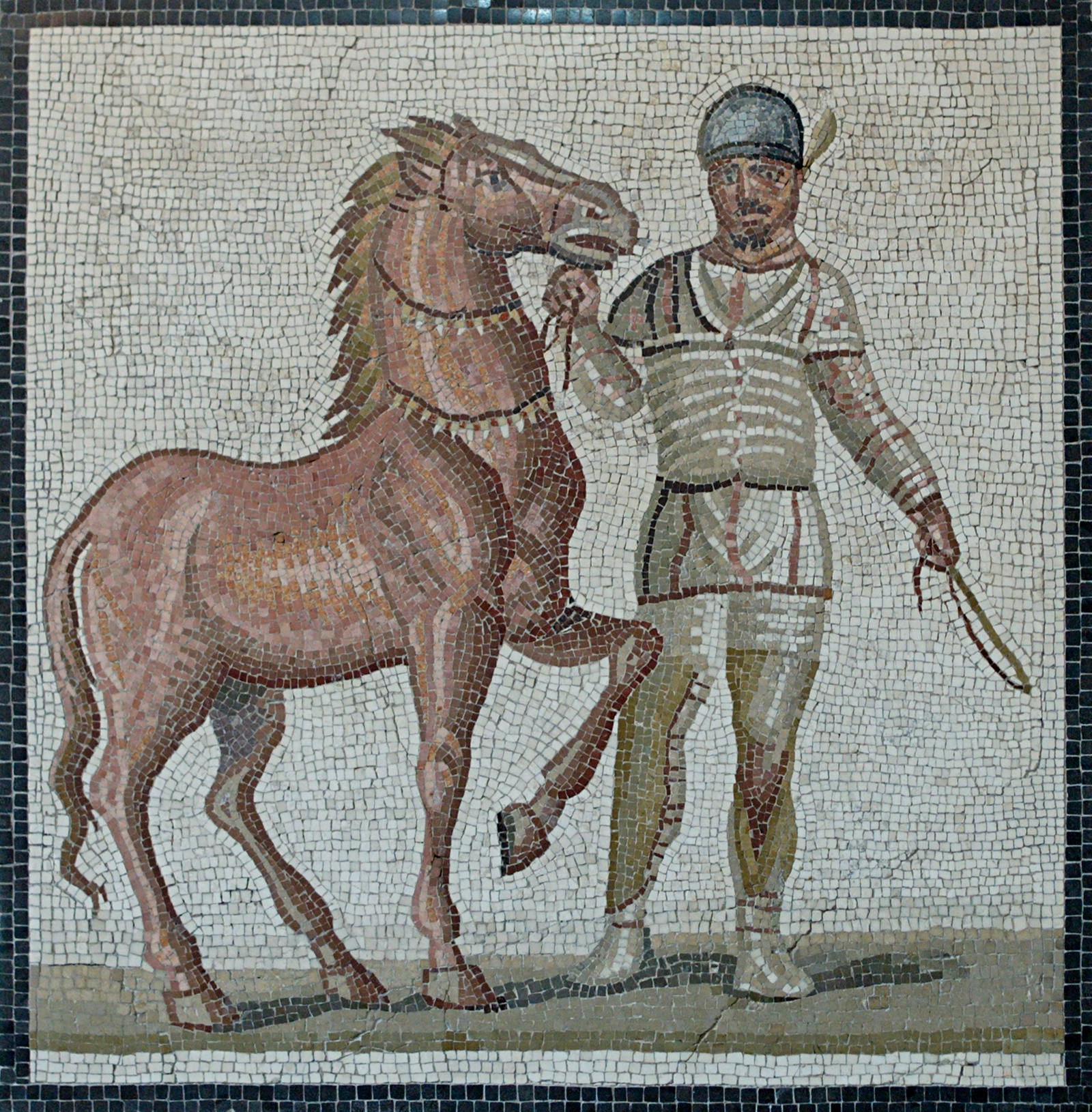
Un auriga de pie con casaca blanca, que representa una de las cuatro facciones del circo, sujeta con su mano derecha las riendas de un caballo bayo que piafa. La pose del animal es muy similar a la de los caballos del mosaico de Cartago. Villa de los Severos, Baccano, primera mitad del. Conservado en el Museo Nacional Romano (Palacio Massimo alle Terme), Roma.

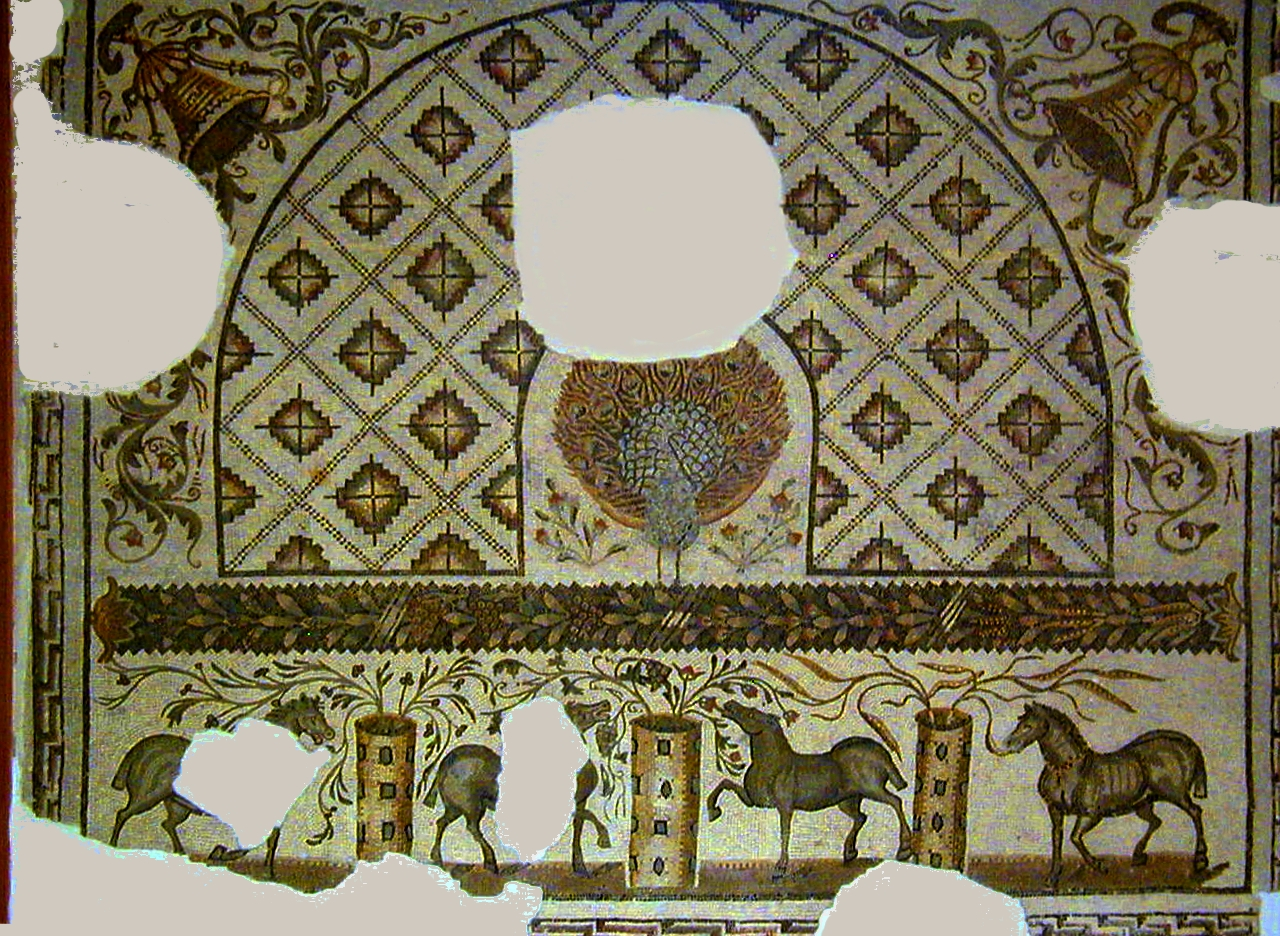
En la parte superior, un pavo real despliega sus plumas en el centro de un panel en forma de arco circular, con ornamentación geométrica y vegetal. En la parte inferior, bajo un friso de laurel, cuatro caballos de perfil representan las cuatro facciones del circo. Están separados por tres cilindros con adornos vegetales. El mosaico conmemora con toda probabilidad una victoria. Cartago,, Museo Nacional del Bardo.

### Complejidad
Los emblemas del mosaico son de calidades distintas, puesto que fueron realizados por diversos autores, aunque el conjunto es coherente. Según Charles-Picard, la obra se remontaría a principios del siglo IV. Entre los motivos empleados destaca la «decoración irregular» utilizada en el contorno, que permitiría establecer el origen del pavimento en la época helenística. En cuanto al tema de los niños cazadores, este sería una reinterpretación del tema de los amorcillos pescadores de origen alejandrino.
Inicialmente se pensó que el pavimento era un calendario de fiestas, interpretación rápidamente rechazada por Salomonson, quien consideró cada emblema como un jeroglífico para adivinar el nombre del caballo de carreras. Según Ennabli, este uso de acertijos es único hasta la fecha, aunque las imágenes de algunas de las figuras no han podido ser descifradas.

### Popularidad de las carreras ecuestres
La obra confirma la importancia de las carreras de carros en la sociedad acomodada de la Antigüedad tardía. En la época romana era bastante común el hecho de nombrar a los caballos de carreras, cuyos nombres se escribían sobre soportes muy diversos. Habitualmente aparecen en los mosaicos norteafricanos, aunque también se han hallado sobre objetos de distinta forma y material, así como en los documentos epigráficos. Los nombres de los caballos eran bastante comunes en todo el Imperio romano, salvo los denominados IUBA o MASSINISSA, y se pueden catalogar en cinco categorías:
- características físicas o psicológicas
- mitología
- oficios o actividades
- nombres de animales
- nombres relacionados con lugares[105]

Estas categorías, identificadas a partir de fuentes epigráficas, se representan en la obra encontrada en Cartago que presenta, según Salomonson, «imágenes elocuentes que incluyen una alusión al nombre de cada uno de los caballos de carreras representados [...] mediante indicaciones figurativas». El mosaico es original y «no se puede citar ningún paralelismo exacto».

### Finalidad discutida
La finalidad del mosaico podría haber sido conmemorativa, de forma similar a los pavimentos donde aparecen catálogos de animales del anfiteatro, destinados a recordar los juegos celebrados. El número de caballos representados podría corresponder a un grupo contratado en los juegos del circo. Ennabli evoca la conmemoración de una carrera famosa en el circo de Cartago. Este tipo de representaciones era frecuente en los siglos III y IV. La celebración podría referirse a un acontecimiento que habría ocurrido en la capital del Imperio, pues unos documentos epigráficos descubiertos en Roma podrían aplicarse a los jeroglíficos cartagineses.
La tonalidad del collar daba nombre al equipo (factio) al cual pertenecía el caballo, al tiempo que algunos jubilatores aparecen también con una casaca de color. Las facciones representadas en el mosaico son las azules y las rojas, de ideas políticas más bien conservadoras y aristocráticas. El mosaico debía estar relacionado probablemente con el edificio de columnas, donde se descubrió otro pavimento dedicado a la facción de los azules.
El hecho de describir las cuadrillas de corredores mediante jeroglíficos permitía al propietario de la casa evitar la monotonía de una simple enumeración de caballos de carreras y atestiguar su refinamiento y su erudición. Los invitados, al entrar en el oecus de la vivienda podrían encontrar la forma de iniciar una conversación. Sin embargo, cabe señalar que la interpretación de los acertijos obligaba a un «alto grado de erudición» por parte de los invitados. Así, mientras que ciertos paneles aparentemente sencillos podían tener varias soluciones, otros debían de ser mucho más complejos. El mosaico situado en la sala de recepción motivaba profundos debates, llamados también «preguntas de mesa», de forma que los comensales podían «corroborarse en calidad de mousikoi andres» (estetas).
Por su parte, Yacoub rechaza las interpretaciones anteriores y considera que la villa pertenecía a un rico aristócrata de principios del siglo IV. Las dimensiones del edificio invitan a admirar el gusto del propietario por el lujo. La calidad del trabajo atestigua los gastos asumidos y su erudición, principalmente por los nombres de los caballos en forma de adivinanza.

### Riqueza temática y precedente de otras obras
El repertorio africano desarrollado en los siglos II y III fue una importante fuente de inspiración, en particular en la Antigüedad tardía, puesto que hubo «una transferencia de motivos desde África hacia Sicilia». Para Ennaïfer, la obra es profusa en el catálogo de caballos y de niños cazadores del friso del contorno, y constituye «un rico repertorio de modelos que inspiró a numerosos artistas». Entre ellos sin duda se encontrarían los autores de los mosaicos de la villa romana del Casale, datados según Salomonson de los años 310-375.
El mosaico, gracias a la «variedad excepcional de las representaciones junto a los corredores, [muestra] una asombrosa idea global de la extensión del repertorio temático, del cual dispusieron los talleres de mosaístas del África proconsular».